# Stazione di Uzwil
La stazione di Uzwil (in tedesco Bahnhof Uzwil) è una stazione ferroviaria nel comune svizzero omonimo sulla linea San Gallo-Winterthur.

## Storia
La stazione fu attivata il 25 dicembre 1855, in occasione dell'apertura della tratta Flawil-Wil della ferrovia San Gallo-Winterthur.

## Strutture e impianti
La stazione dispone di 3 binari dotati di marciapiede per il servizio passeggeri, oltre a diversi binari tronchi. È dotata di un fabbricato viaggiatori.

## Movimento
La stazione è servita da treni a cadenza semioraria sulla relazione Wil SG - Sciaffusa (linea S1 della rete celere di San Gallo), e da treni InterCity (IC1 e IC13) a cadenza semioraria sulla relazione Zurigo Centrale - San Gallo e a cadenza oraria per Ginevra Aeroporto e per Coira. Sono inoltre presenti treni sulla linea notturna Winterthur-San Gallo SN21 e sulla SN22 tra Winterthur ed Heerbrugg.

## Servizi
Nella stazione sono presenti:
- Biglietteria a sportello
- Biglietteria automatica[2]
- Ufficio informazioni turistiche
- Supermercato

Sono presenti parcheggi di interscambio per automobili e biciclette e un punto per il car sharing.

## Interscambi
- Fermata autobus[2]